# جام طلایی کونکاکاف ۲۰۰۲
جام طلایی کونکاکاف ۲۰۰۲ ششمین دوره جام طلایی کونکاکاف بود که با شرکت تیم‌های عضو کونکاکاف (آمریکای شمالی، آمریکای مرکزی و کارائیب) برگزار شد. در پایان مسابقات تیم ملی فوتبال ایالات متحده آمریکا برای دومین بار به مقام قهرمانی رسید.